# Marcusadorea efatensis
Marcusadorea efatensis är en mossdjursart som först beskrevs av Tilbrook 2006.  Marcusadorea efatensis ingår i släktet Marcusadorea, ordningen Cheilostomatida, klassen Gymnolaemata, fylumet mossdjur och riket djur. Inga underarter finns listade i Catalogue of Life.